# قلعه گردکوه
قلعه گردکوه بر روی گرد کوه در دامغان قرار دارد. شهرت این قلعه به زمان اسماعیلیان و مبارزه‌های حسن صباح بازمی‌گردد. دژ گنبدان در شاهنامه فردوسی را نیز همین قلعه می‌دانند.رئیس مظفر به توصیه حسن صباح بر آن شد که بر قلعه گردکوه که اهمیت نظامی داشت و در جناح چپ متصرفات و قلاع الموت قرار داشت مستولی شود. در تحقق این مقصود رئیس مظفر با پنهان کردن مذهب خود و با استفاده از روابط نزدیک و صمیمانه‌ای که با امیرداد حبشی داشت وی را بر آن داشت که قلعه گردکوه را با اقطاع از سلطان طلب کند. اینکار عملی بود زیرا که امیرداد خود در دامغان صاحب املاک و اقطاع فراوان بود و گذشته از آن وزراء و امرا و صاحب منصبان سلجوقی با وی روابط خوبی داشتند. امیرداد حبشی امور قلعه گردکوه را نیز ضمن کارهای دیگر خود به رئیس مظفر سپرد. رئیس، خزائن امیرداد را به گردکوه منتقل نمود و سپس به تعمیر قلعه و احداث بناهای جدید در آن پرداخت.

نقشه رئیس مظفر از ابتدا تصرف بدون جنگ و خونریزی قلعه برای اسماعیلیان و سپس قیام بر علیه حکومت بود بنابراین بعد از پایان بازسازی قلعه و به محض مرگ امیرداد حبشی، رئیس مظفر به صورت علنی بر سلجوقیان شورید و تا پایان عمرش قلعه را از دست نداد و بعد از او پسرش شرف الدین محمد جایش را گرفت.